# ウィリアム・ロバーツ (アメリカンフットボール)
ウィリアム・ロバーツ（William Roberts 1962年8月5日- ）はフロリダ州マイアミ出身の元アメリカンフットボール選手。NFLで14シーズンプレーした。ポジションはガード。

## 経歴
オハイオ州立大学から1984年のNFLドラフト1巡目全体27位でニューヨーク・ジャイアンツに指名されて入団した。
1984年のシーズン半ばに足首を痛めて欠場している間は、ガードのブラッド・ベンソンがタックルに回り、ビリー・アードがシーズン終盤にひざを負傷した後、ベンソンがガードに戻り、ロバーツもタックルとして先発出場するようになった。
1987年の第21回スーパーボウル、1991年の第25回スーパーボウルにジャイアンツの一員として優勝している。1990年シーズンにはプロボウルにも選出された。1995年にジャイアンツヘッドコーチだったビル・パーセルズのいるニューイングランド・ペイトリオッツに移籍し、1997年に行われた第31回スーパーボウルにも出場を果たした。1997年シーズン開幕前にパーセルと共にニューヨーク・ジェッツに移籍しそのシーズンで現役を終えた。
ニューイングランドに移籍した際、彼はジャイアンツから来た7人目の選手となった。彼の獲得についてパーセルヘッドコーチはマスコミに「彼は左のガードで起用することになると思う。ブルース・アームストロングに何かあったときには左のタックルとして使う。」と話した。